# Сквежина
Сквежина (пол. Skwierzyna, нем. Schwerin an der Warthe) — город в Польше, входит в Любушское воеводство, Мендзыжечский повят. Имеет статус городско-сельской гмины. Занимает площадь 35,69 км². Население — 10 339 человек (на 2005 год).

## Известные уроженцы и жители
- Пифке, Иоганн Готфрид (1815—1884) — прусский композитор и исполнитель военной музыки.

## Фотографии

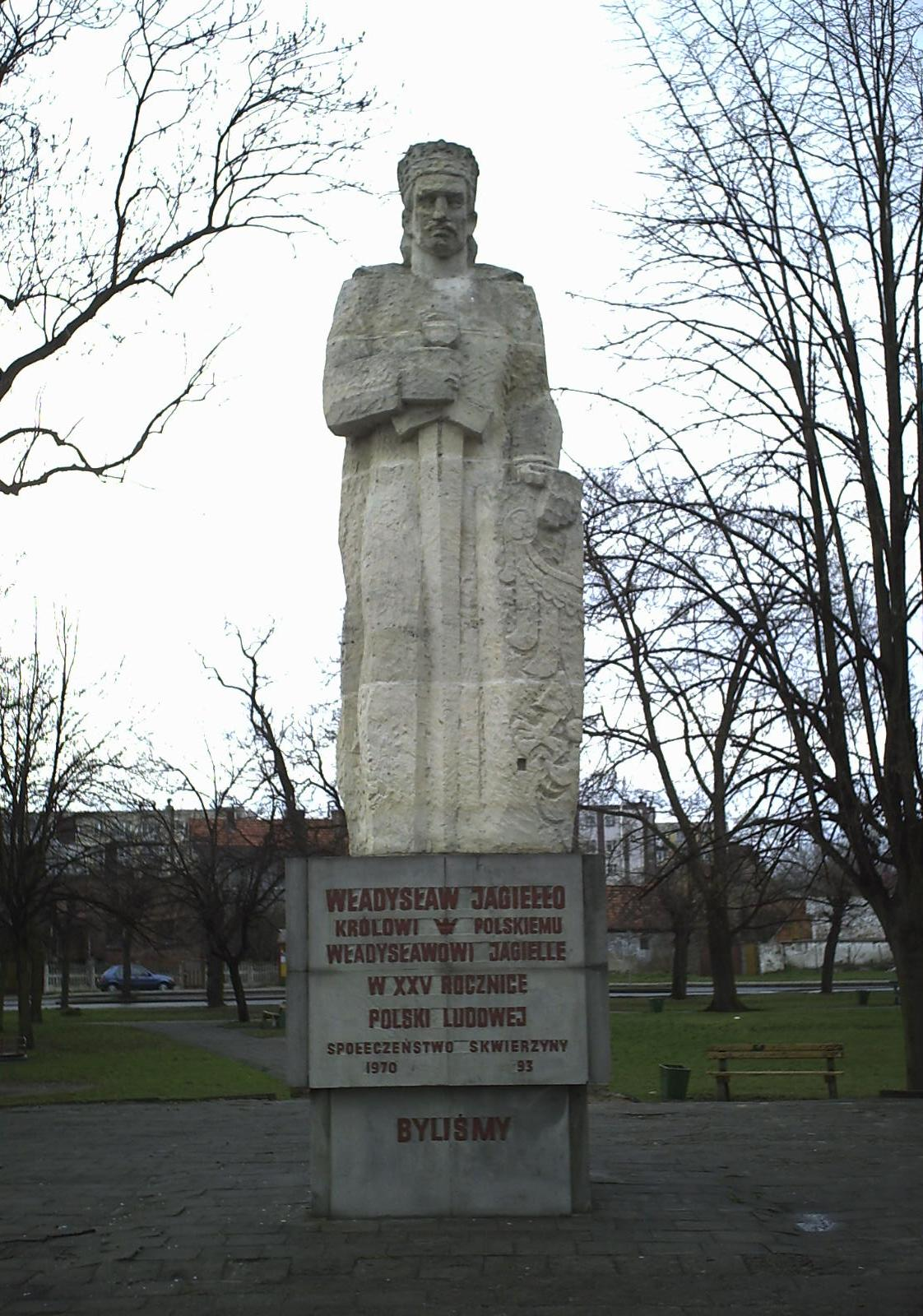
Памятник
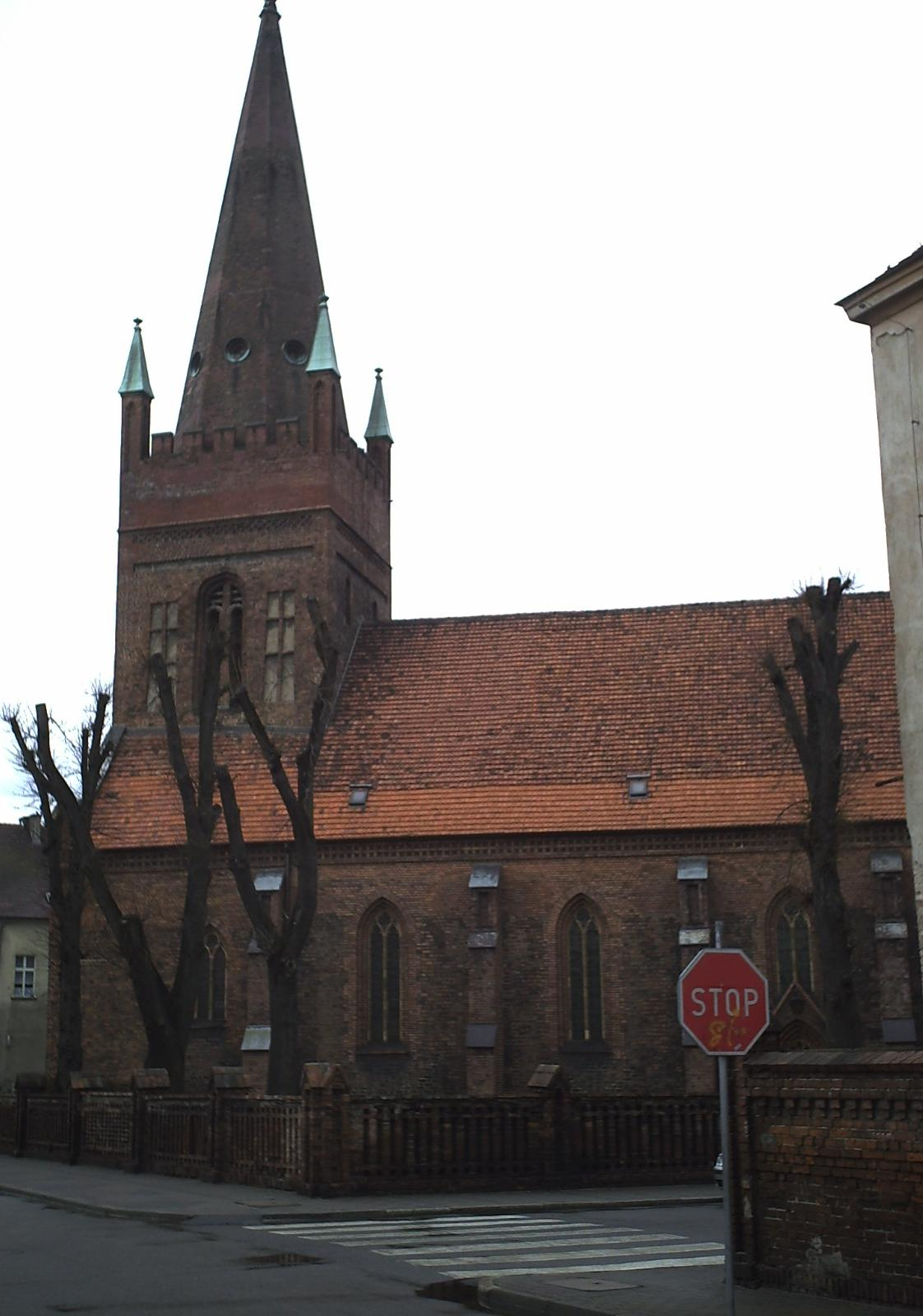
Костёл
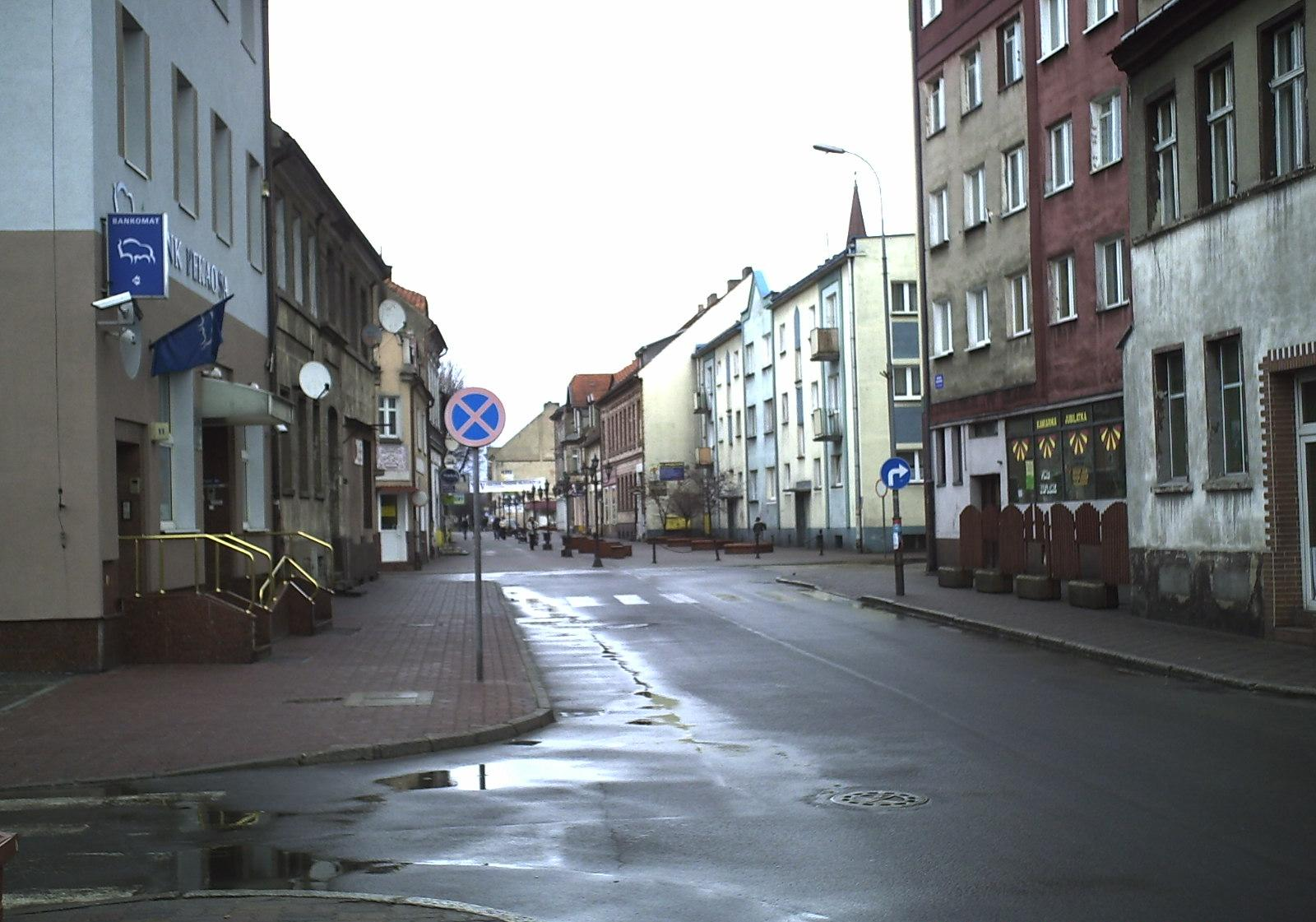
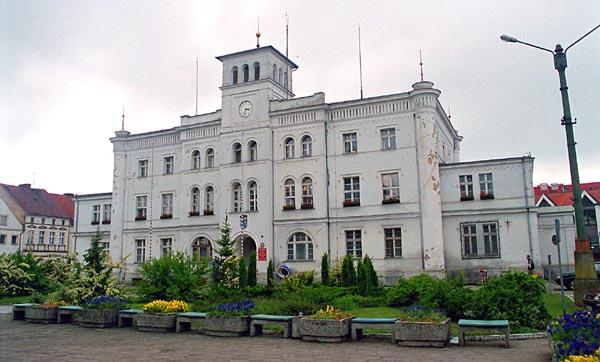
Ратуша
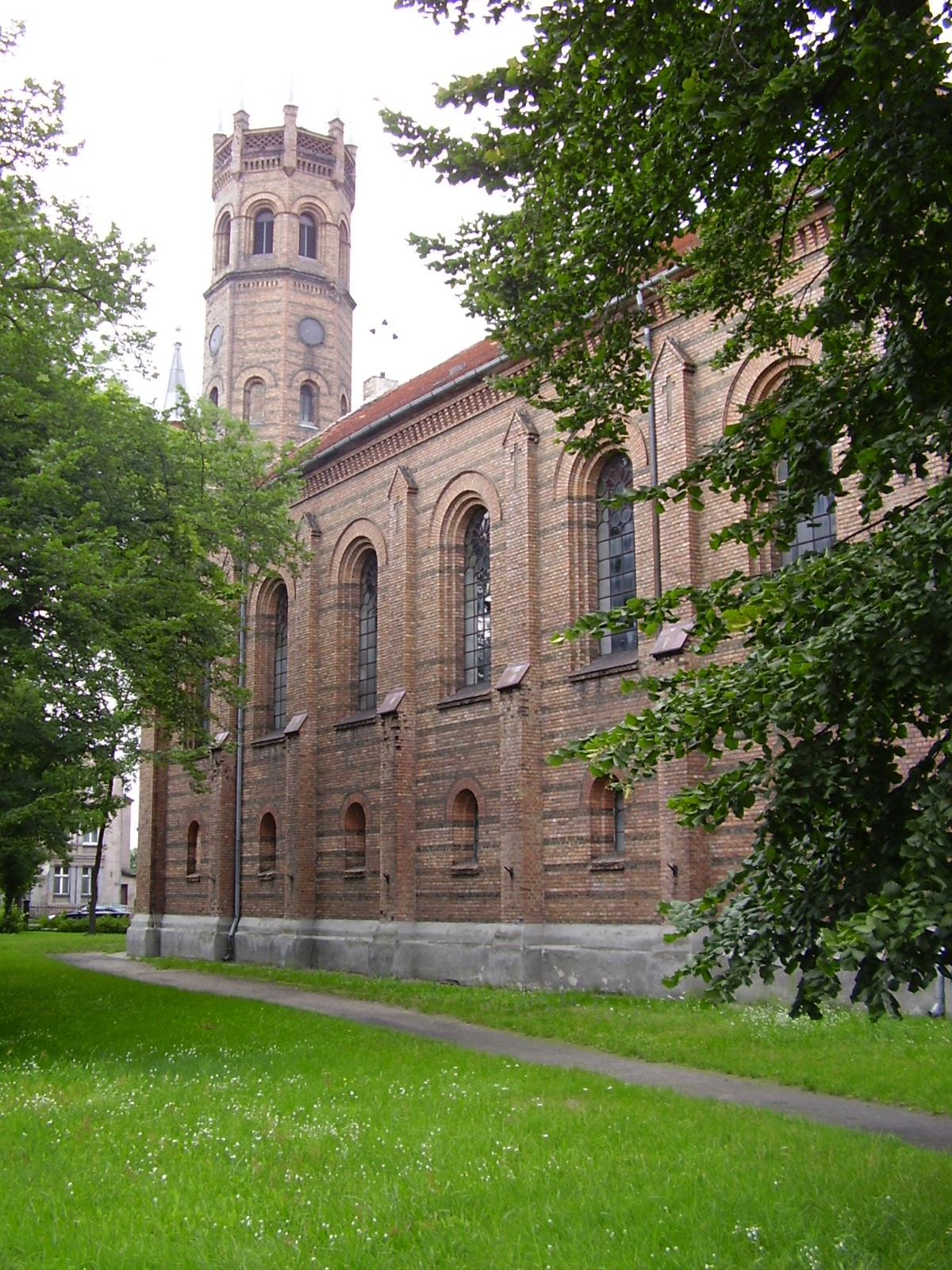
Костёл
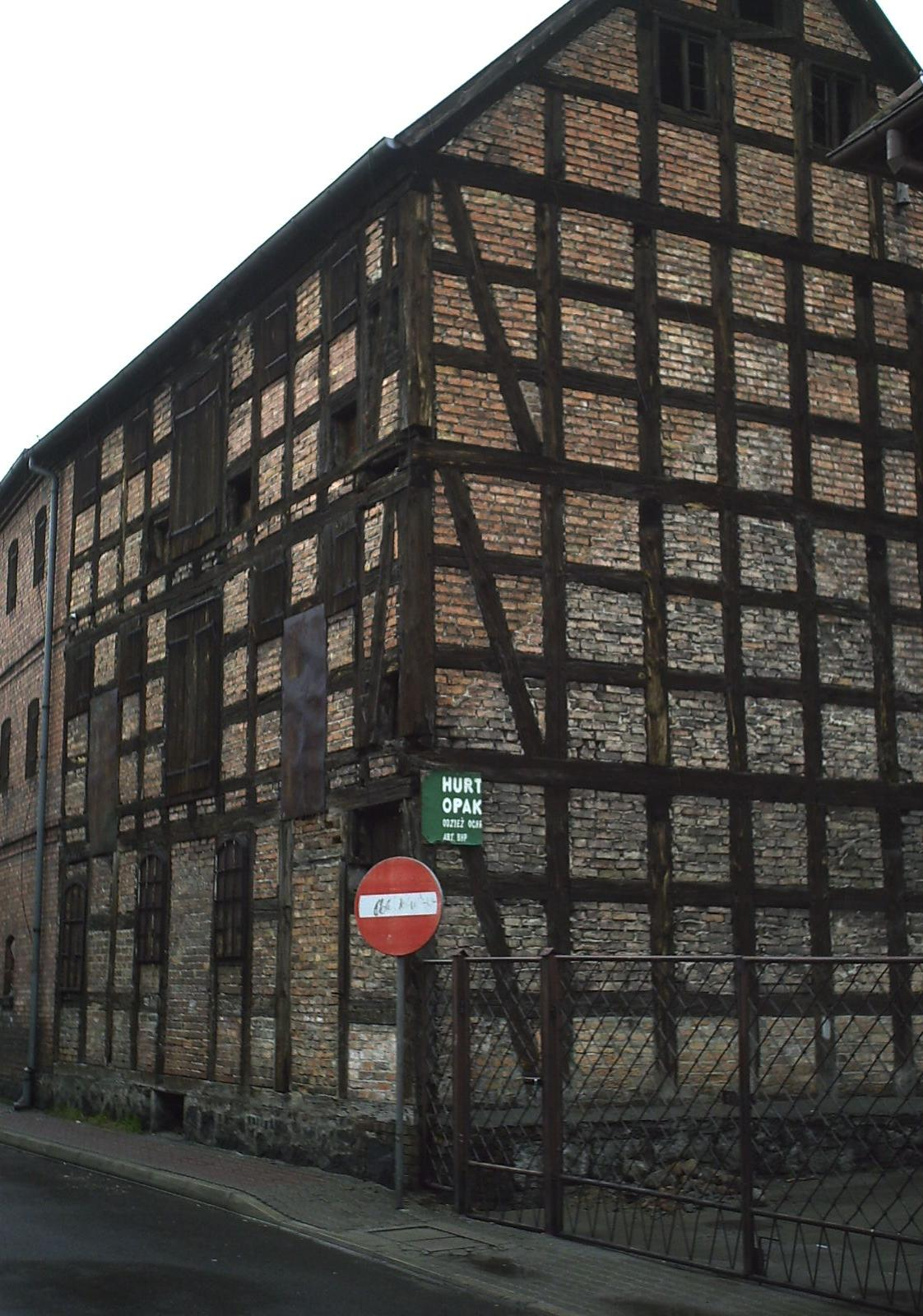
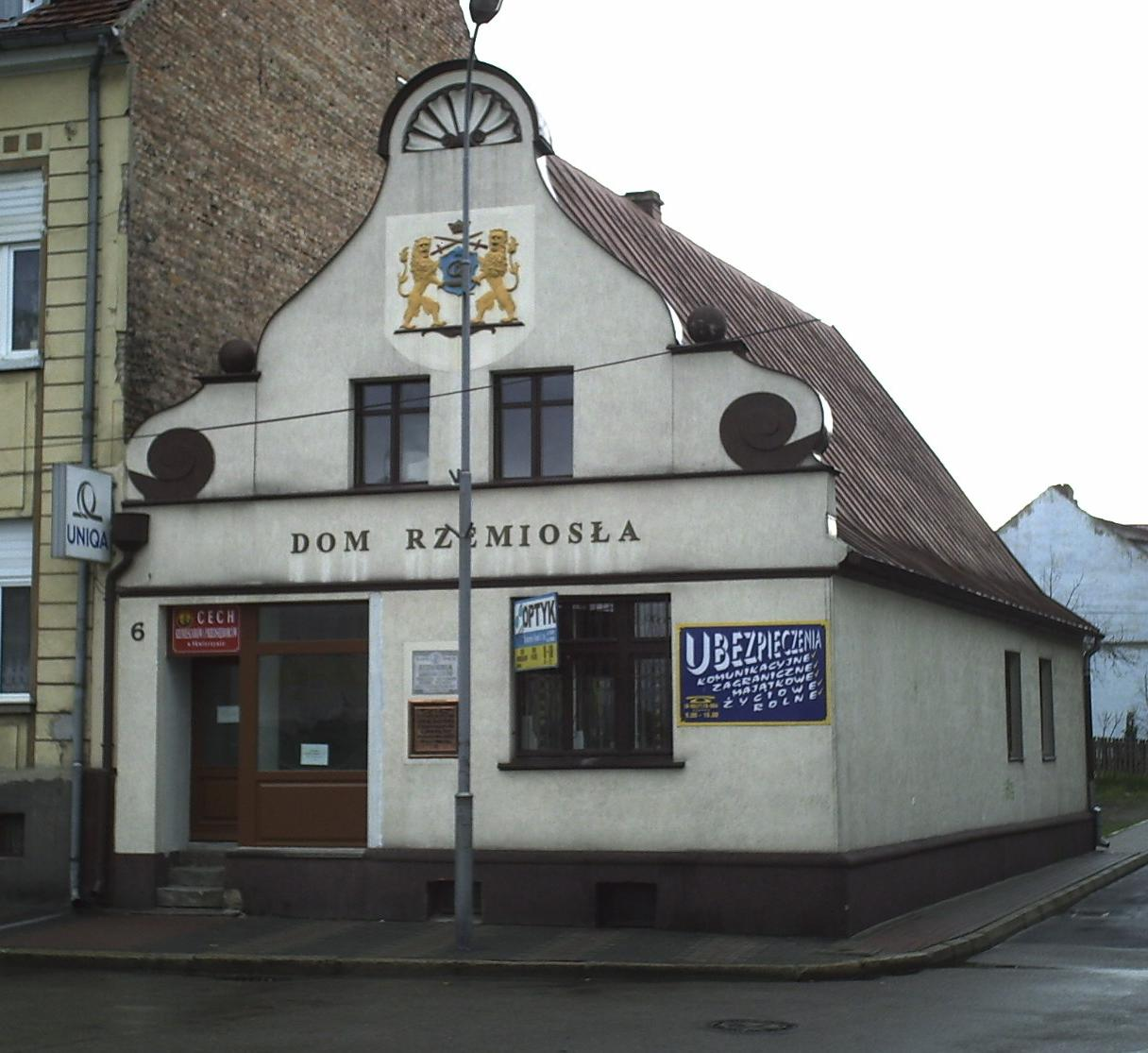
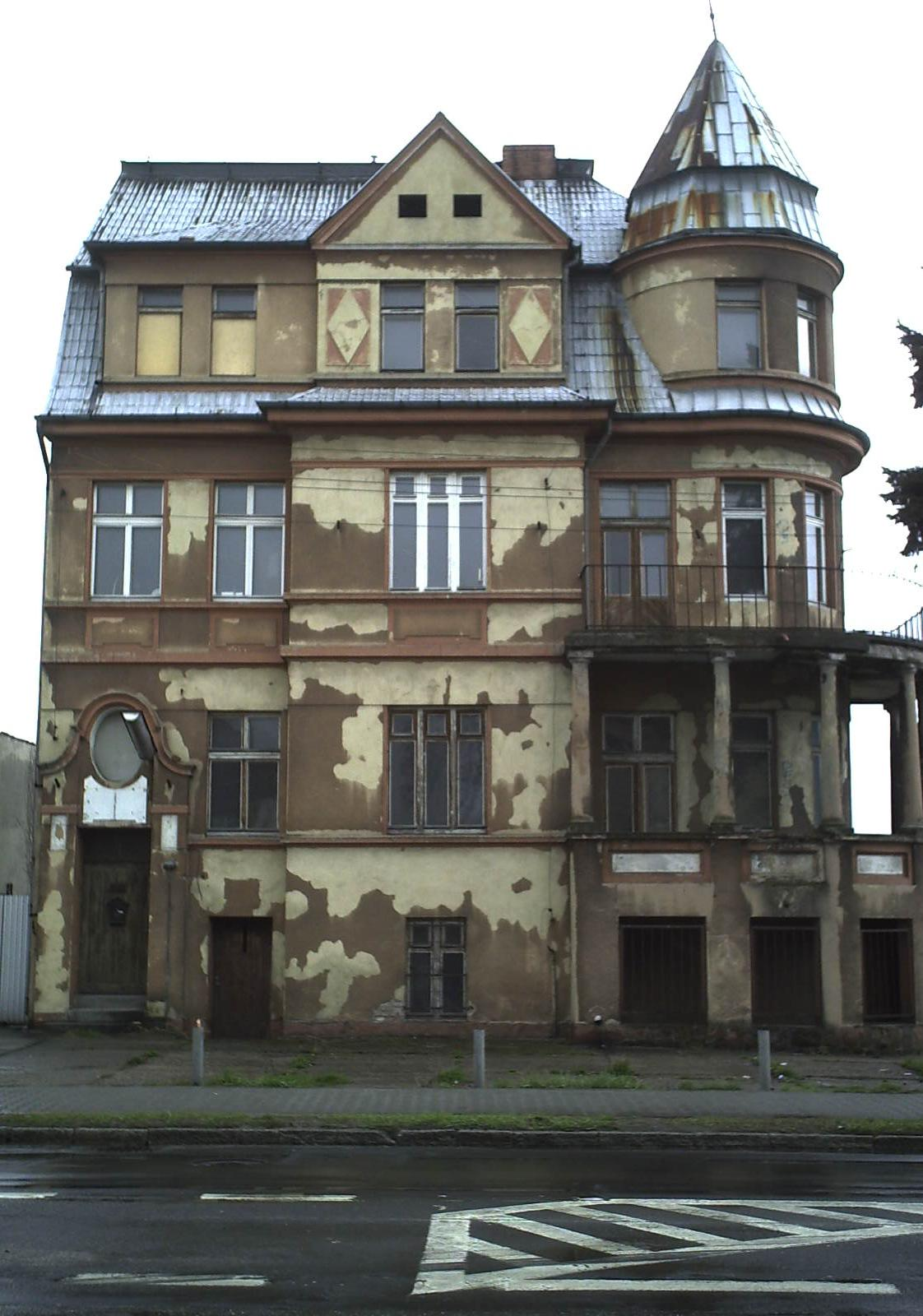
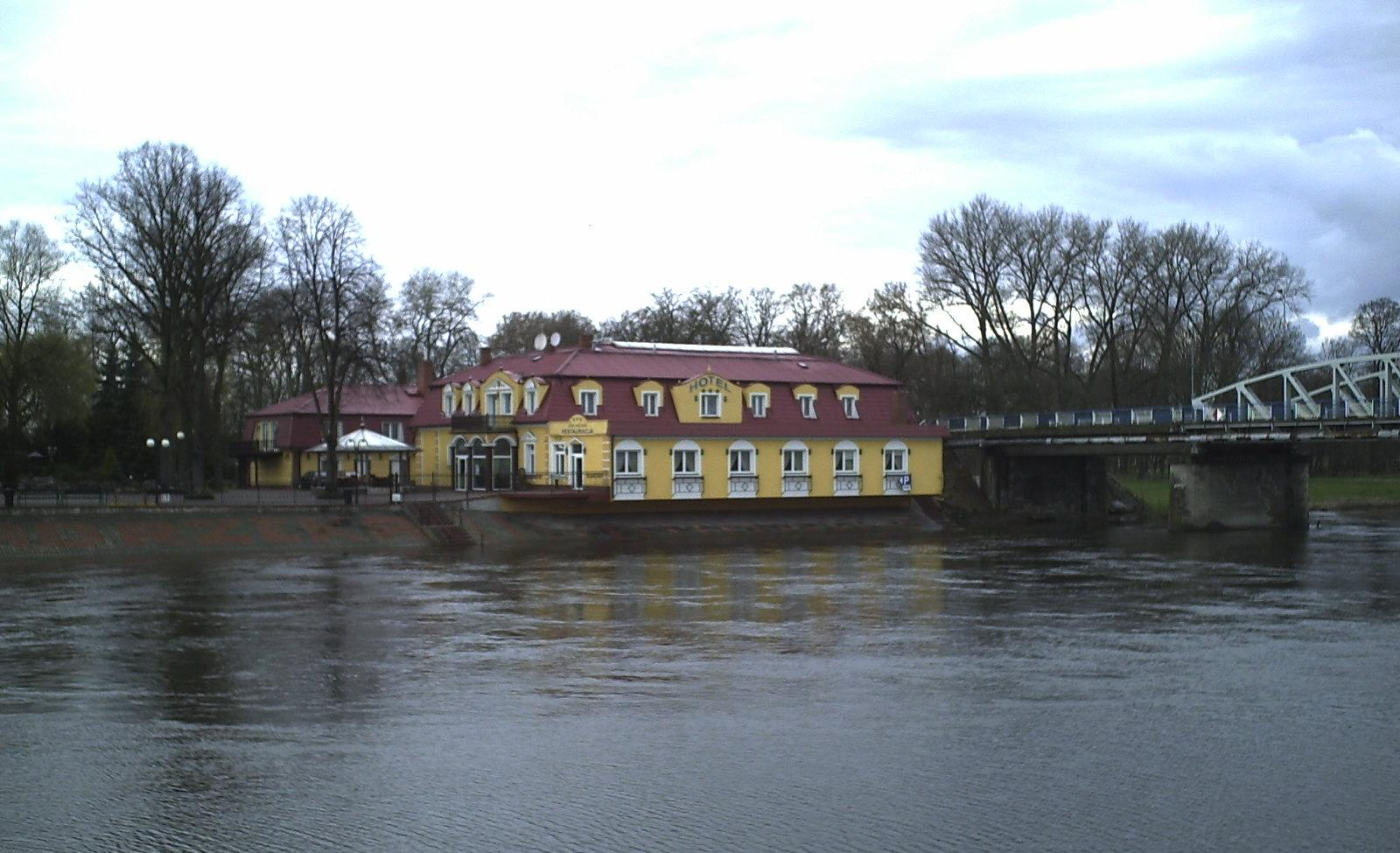
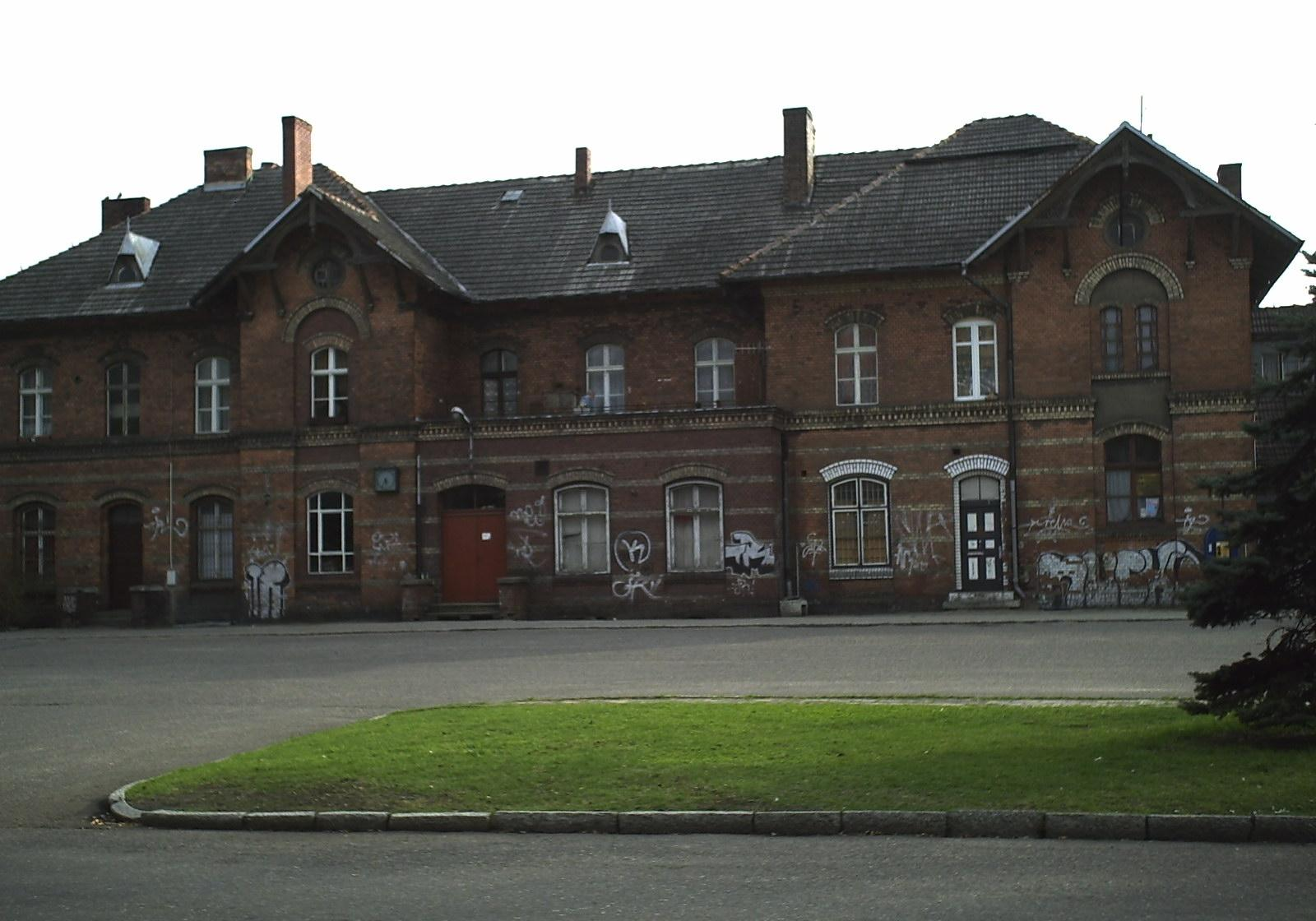
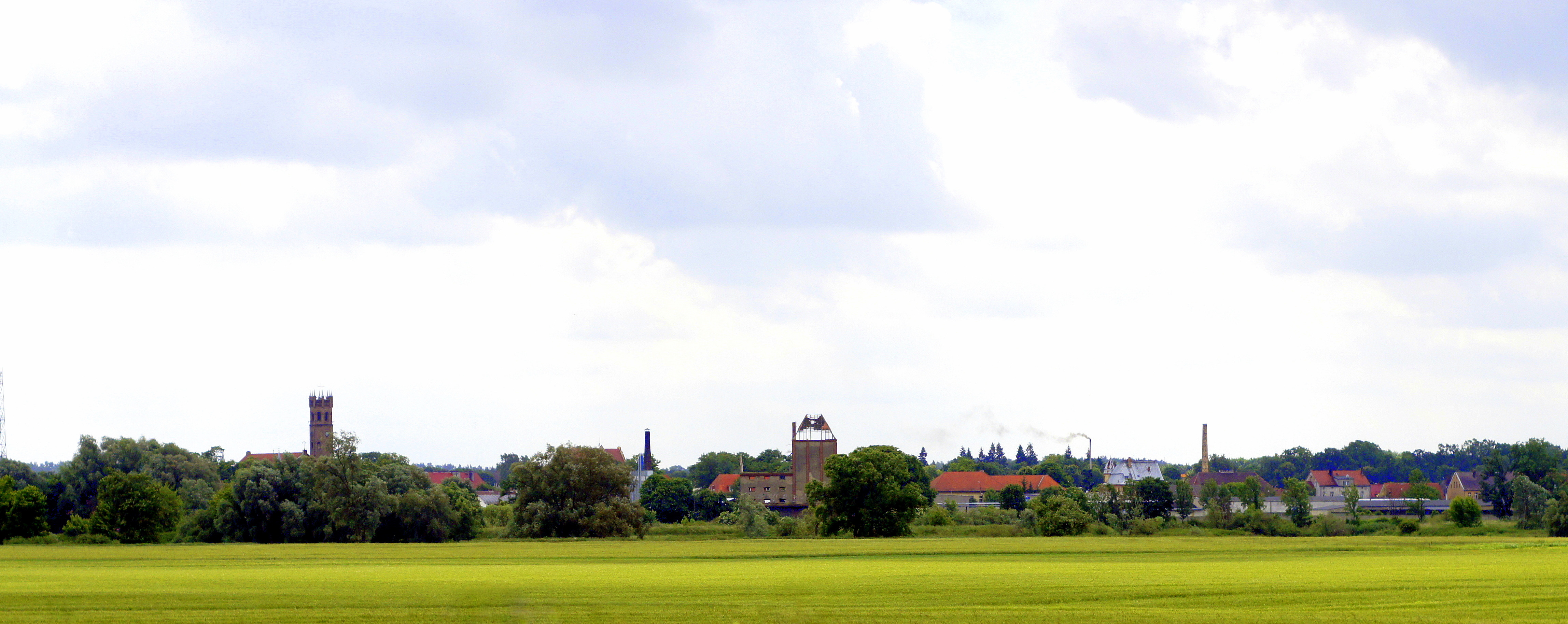